# Parathyma mahesa
Parathyma mahesa är en fjärilsart som beskrevs av Moore 1857. Parathyma mahesa ingår i släktet Parathyma och familjen praktfjärilar. Inga underarter finns listade i Catalogue of Life.